# دون بلانكنشيب
دون بلانكنشيب (بالإنجليزية: Don Blankenship)‏ هو شخصية أعمال ضخمة أمريكي، ولد في 14 مارس 1950 في Stopover, Kentucky ‏ في الولايات المتحدة.

## وصلات خارجية
- الموقع الرسمي
- دون بلانكنشيب على موقع IMDb (الإنجليزية)
- دون بلانكنشيب على موقع إن إن دي بي (الإنجليزية)